# Atari Flashback 8
Der Atari Flashback 8 ist eine stationäre Spielkonsole der Atari-Flashback-Serie, die von AtGames entwickelt und im September 2017 veröffentlicht wurde und 105 vorinstallierte, auf offiziellem Wege nicht erweiterbare Atari-2600-Spiele enthält. Es ist der Nachfolger des Atari Flashback 7 aus dem Jahr 2015. Die UVP beträgt 39,99 US-Dollar in den Vereinigten Staaten. Mit dem Atari Flashback 8 Deluxe wurde ein identisches Modell der Konsole veröffentlicht, das als Zusatz zwei Paddles im Lieferumfang enthält. Mit dem Atari Flashback 8 Gold wurde ein weiteres Modell veröffentlicht, das statt mit einem 480p-Composite-Video- mit einem 720p-HDMI-Kabel angeschlossen wird. Dieses Modell ist somit das erste in der Flashback-Reihe, das Inhalte in HD ausgeben kann. Weitere exklusive Feature dieses Modells sind eine Rückspul- und Speicherfunktion sowie ein CRT-Filter. Außerdem enthält es erstmals 2,4-GHz-Wireless-Controller und 15 weitere Spiele, wodurch die Spieleauswahl auf insgesamt 120 anwächst. Mit dem Atari Flashback 8 Gold Deluxe Edition wurde eine Variante veröffentlicht, die die Vorzüge des 8 Deluxe und 8 Gold miteinander vereint. Ein weiteres Modell namens Atari Flashback 8 Gold Activision Edition wurde veröffentlicht, das identisch zum 8 Gold ist, sich jedoch auf Activision-Spiele spezialisiert. Dieses Modell enthält 20 zusätzliche Spiele von Activision, dafür wurden jedoch 10 andere Spiele, die im 8 Gold enthalten waren, entfernt, wodurch es 130 Spiele enthält.
2018 erschien das Nachfolgermodell Atari Flashback 9, welches ebenso ein Gold-Modell erhielt. Unterschiede zum Flashback 8 sind die Spieleauswahl, der eingebaute SD-Kartenslot, auswählbare Bildschirmränder, der leicht veränderte Spielauswahlbildschirm, die Möglichkeit, Spielstände zu löschen, die Position des HDMI-Anschluss' (hinten statt an der linken Seite) und des Stromkabels (beim Flashback 9 weiter unten) sowie die Tatsache, dass zum Öffnen der Batterieklappe an der Unterseite des Gehäuses der beiden Controller nun kein Schraubenzieher mehr nötig ist. Jedoch blieb das Gehäuse der Controller identisch, wodurch das Loch, in das die Schraube gepasst hat, erhalten blieb.
Die Modelle 8 Deluxe, 8 Gold Deluxe und 8 Gold Activision Edition erschienen nicht in Deutschland.

## Spezifikationen
Stromversorgung: 5 V
Maße: ca. 22 cm (L) ca. 14 cm (B) ca. 4 cm (H)
Die Konsole verfügt über einen Power-Knopf sowie über eine Reset- (zum Beenden des Spiels; lässt den Spieler ins Menü der Konsole zurückkehren), Select- und Start-Taste und 2 Schalter zum Auswählen des Schwierigkeitsgrades. Auf der Vorderseite befinden sich zwei Anschlüsse, über die die mitgelieferten oder auch originalen Atari-2600-Joysticks und -Paddles angeschlossen werden können.

### Extra-Features der Gold-Modelle
Der 2,4-GHz-Wireless-Controller (betrieben durch 2 AAA-Batterien) des ersten Spielers verfügt über Start- und Select- sowie über einen Resetknopf und einen Rewindschalter (zum Zurückspulen im aktuellen Spiel bis zu 7 Sekunden).
Jedes Spiel bietet Platz für 10 Speicherpunkte, die nicht gelöscht werden können. Außerdem kann ein CRT-Filter aktiviert werden.

## Spiele
Der Atari Flashback 8 verfügt über 105, der 8 Gold über 120 und der 8 Gold Activision Edition über 130 Spiele, die im Menü ausgewählt werden können. Die Spiele können nach folgenden Kategorien aufgesucht werden: „Favoriten“, „zuletzt gespielt“, „alphabetisch“, „Atari-Spiele“ und „Activision-Spiele“.

### 8 Gold
Quelle: Lidl-Liste
- 3D Tic-Tac-Toe
- Adventure
- Adventure II
- Air Raiders
- Air·Sea Battle
- Aquaventure
- Armor Ambush
- Asteroids
- Astroblast
- Atari Climber
- Backgammon
- Basketball
- Beamrider
- Black Jack
- Bowling
- Breakout
- Canyon Bomber
- Centipede
- Championship Soccer
- Chase It
- Chopper Command
- Circus Atari
- Combat
- Combat Two
- Cosmic Commuter
- Crackpots
- Crystal Castles
- Dark Cavern (Night Stalker)
- Decathlon
- Demons to Diamonds
- Desert Falcon
- Dodge 'Em
- Double Dunk
- Dragster
- Enduro
- Escape It
- Fatal Run
- Fishing Derby
- Flag Capture
- Football
- Frog Pond
- Frogger (nicht die originale Atari-2600-Version)[3]
- Frogs and Flies
- Front Line
- Frostbite
- Fun with Numbers
- Golf
- Gravitar
- H.E.R.O.
- Hangman
- Haunted House
- Home Run
- Human Cannonball
- Indy 500
- International Soccer
- Jungle Hunt
- Kaboom!
- Keystone Kapers
- Maze Craze
- Megamania
- Millipede
- Miniature Golf
- Miss It
- Missile Command
- MotoRodeo (replaced Quadun)
- Night Driver
- Off-the-Wall
- Oink!
- Outlaw
- Pitfall!
- Polaris
- Pong (Video Olympics)
- Pressure Cooker
- Radar Lock
- Realsports Baseball
- Realsports Basketball
- Realsports Soccer
- Realsports Volleyball
- Return to Haunted House
- River Raid
- Saboteur
- Save Mary
- Sea Battle
- Seaquest
- Secret Quest
- Shield Shifter
- Sky Diver
- Slot Machine
- Slot Racers
- Solaris
- Space Attack
- Space Invaders (nicht die originale Atari-2600-Version;[3] es handelt sich um die Arcade-Version von Space Invaders Part II)
- Space War
- Sprintmaster
- Stampede
- Star Ship
- Star Strike
- Starmaster
- Steeplechase
- Stellar Track
- Street Racer
- Submarine Commander
- Super Baseball
- Super Breakout
- Super Challenge Baseball (Major League Baseball)
- Super Challenge Football (NFL Football)
- Super Football
- Surround
- Sword Fight
- Swordquest: Earthworld
- Swordquest: Fireworld
- Swordquest: Waterworld
- Tempest
- Video Checkers
- Video Chess
- Video Pinball
- Warlords
- Wizard
- Yars' Return
- Yars' Revenge

## Rezeption
Lite Magazin testete den Atari Flashback 8 Gold und lobte ihn unter anderem für die Spieleauswahl, die HD-Auflösung sowie den „attraktiven Preis“.
Techstage testete ebenfalls den 8 Gold und lobte die Spieleauswahl, das Retro-Feeling und die Emulation. Kritisiert wurde die Platzierung des HDMI-Anschluss' (auf der linken Seite) und das Design des Gehäuses.
Gelobt wurden die Joysticks der Controller des 8 Gold, die leichtgängiger zu bedienen sind als die des Original-Atari-2600.